# 扁柄草
扁柄草（学名：Lallemantia royleana）为唇形科扁柄草属下的一个种。